# Lliga de Mayapán
Lliga de Mayapán (Bandera dels maies) és el nom que rebia la confederació d'Estats maies del període posclàssic mesoamericà.

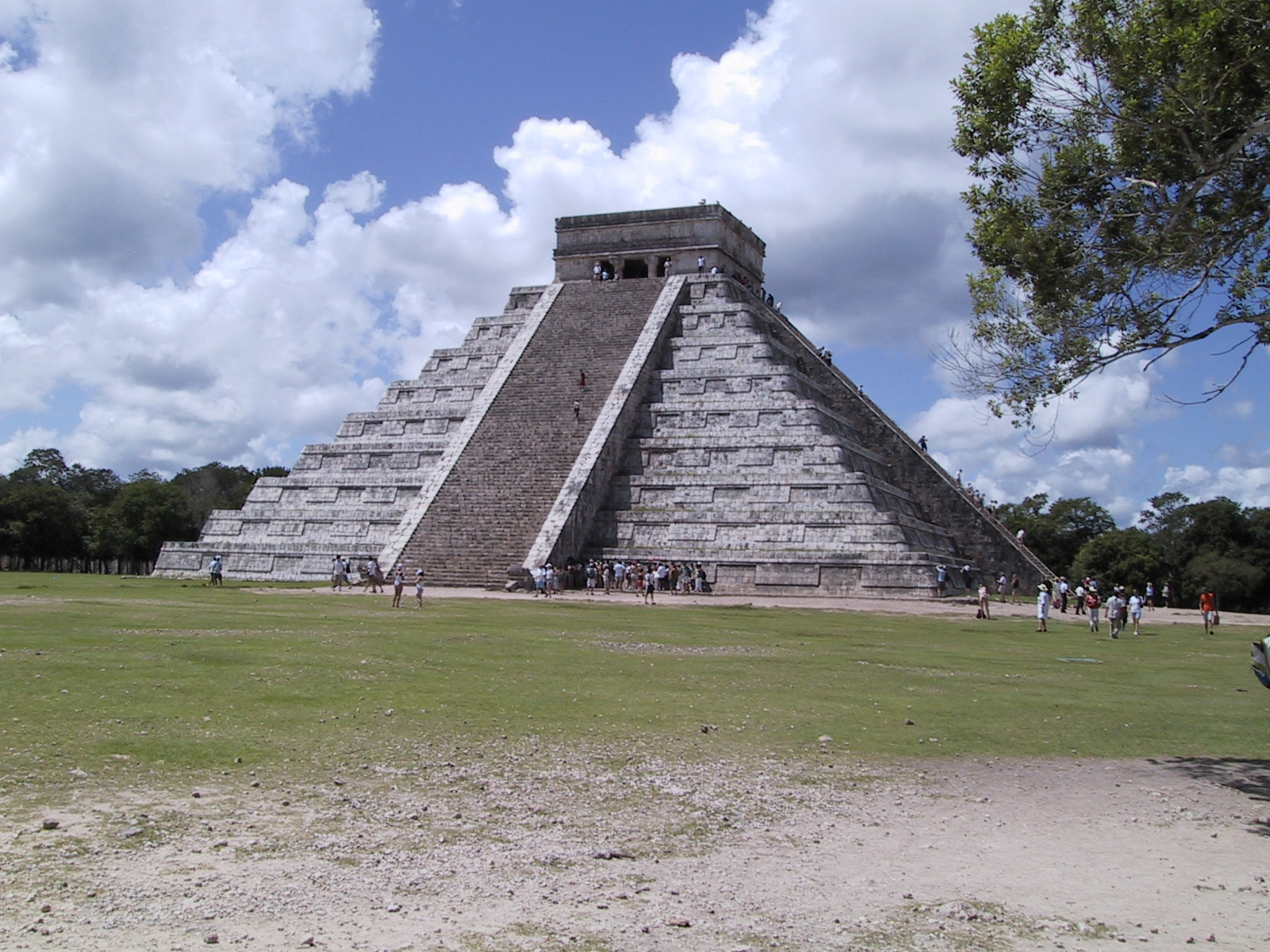
Chichén Itzá.

La Lliga de Mayapán tenia propòsits militars, i estava integrada pels grups o cases sacerdotals dels itzá de Chichén Itzá; els tutul xiú d'Uxmal; i els cocomes de la ciutat de Mayapán, i altres senyorius com Itzamal, Zamá (Tulum), i Ichpaatún.

## Antecedents
En la península de Yucatán es van registrar immigracions de diferents cultures durant diferents períodes, i es van crear diferents grups o tribus, les més importants que van conformar la Lliga de Mayapán són:

## Els itzá
Als itzá se'ls coneix com els “savis iniciats” o “bruixots d'aigua”.
D'acord amb el Chilam Balam de Chumayel, els itzá van començar a arribar a la Península de Yucatán de Petén dels voltants de la conca de l'Usumacinta, cap a l'any 325 dC, entrant per Bacalar i pujant després al nord i occident, van viure a Chichén Itzá del 550 al 69 dC, però per raons polítiques, econòmiques i culturals van abandonar el lloc i van peregrinar a Chakán Putum, on van habitar més de dos-cents anys fins a l'any 928.

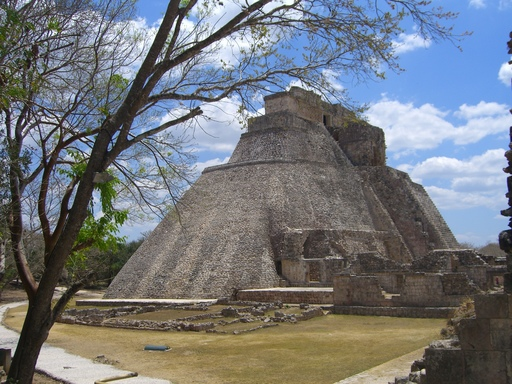
Uxmal.

D'acord amb els manuscrits de Maní, els itzá van dominar dos-cents seixanta anys i després van tornar a reconèixer una altra vegada Chichén Itzá.

## Els tutul xiúes
Als tutul xiú se'ls coneix com “els que desborden virtut”. Es creu que va ser Ah Suytok Tutul Xiu (també se'l coneix pel seu sobrenom o coco kaba “Hun Uitzil Chaac” o “l'única muntanya de Chac”), qui va fundar la ciutat d'Uxmal al segle vii, no obstant això l'any 869, procedent de Nonohual, va arribar Ah Mekat Tutul Xiu, qui va ser el cap dels tutul xiú, a poc a poc va obligar els itzá a replegar-se a la selva i abandonar Chakán Putum l'any 948 dC i altres ciutats, els tutul xiú es van establir principalment a Uxmal. En l'actualitat encara es discuteix el lloc precís de Nonohual, existeixen tres teories la primera és Petén, la segona de Potonchán, Tabasco i la tercera de Tula.

## Els cocomes

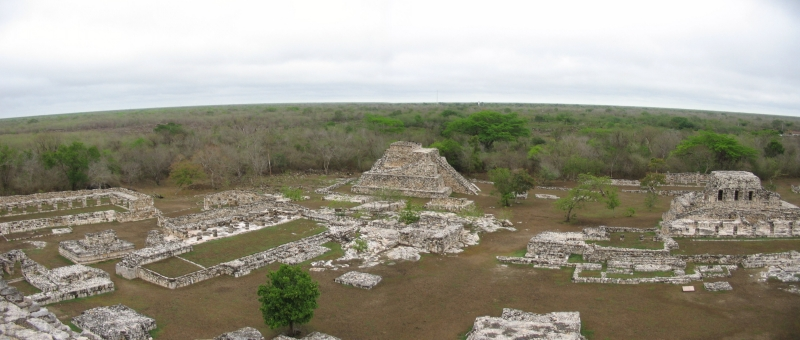
Mayapán.

Als cocomes se'ls coneix com “els del llinatge de la coloma”. Obligats els itzá a retirar-se de Chakán Putum, van peregrinar durant quaranta anys en la selva, temps que s'anomena peregrinació de Xulucmul, “vivien sota els arbres, sota la cendra i sota la misèria" van tornar novament a Chichén Itzá, però uns altres dels itzá es van separar i van fundar Mayapán, a aquests últims des de llavors se'ls va conèixer com els “Cocomes”.

## Fundació de la Lliga de Mayapán
Poc abans de la data de fundació de la lliga, van arribar procedent de la zona de l'altiplà els tolteques guiades pel príncep Quetzálcoatl o Kukulcan, a qui alguns autors referencien com a pacificador i fundador de la Lliga de Mayapán, de qualsevol forma la cultura maia va ser àmpliament influenciada en aquest període per la cultura tolteca.
| «                                                   | ..."Que és opinió entre els indis que amb els itzá que van poblar Chichen itzá, va regnar un gran senyor anomenat Kukulcan, i que mostra ser això veritat l'edifici principal que es diu kukulcan; i diuen que va entrar per la part de ponent i que difereixen en si va entrar abans o després dels Yzaes o amb ells, i diuen que va ser ben disposat i que no tenia dona ni fills; i diuen que després de la seva volta va ser tingut a Mèxic per un dels seus déus i anomenat Cezalcuati i que a Yucatán també ho van tenir per déu per ser gran republicà.... ... I que kukulcán va posar nom a la ciutat, no el seu, com van fer els itzá a Chichen itzá, que vol dir pou dels Yzaes, més anomeno la Mayapán que vol dir el "pendó de la Maya", perquè a la llengua de la terra anomenen maia; i els indis anomenen Ychpa (a la ciutat), que vol dir "dins de les tantes".. | » |
| — Relación de las cosas de Yucatán, Diego de Landa. | |   |

Ah Mekat Tutul Xiu és considerat el governant que va iniciar i va fundar la Lliga de Mayapán en els anys 987–1007 dC, la lliga es va formar per les tres principals cases sacerdotals dels itzá de Chichén Itzá, els tutul xiú d'Uxmal, i els cocomes de Mayapán, no obstant això altres senyorius com els d'Itzamal, Zamá (Tulum), Ichpatún, també es van unir a la lliga.
L'hegemonia de la lliga va ser exercida per una elit dels itzá, els qui en el seu cenote sagrat en Chichén Itzá, celebraven sacrificis humans per comunicar-se amb els déus.

## Destrucció de la lliga de Mayapán

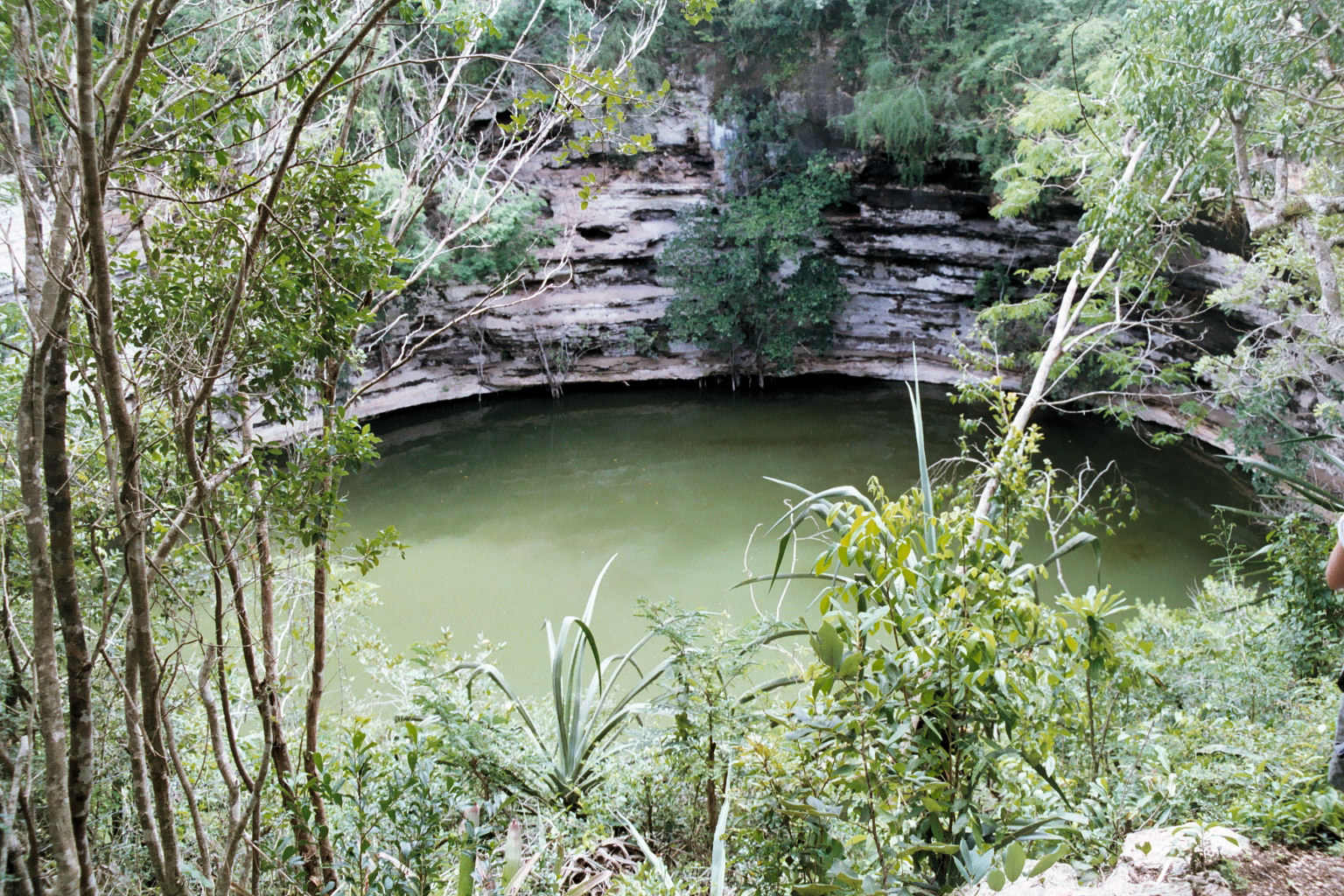
Cenote Sagrat de Chichén Itzá.

Entre 1175 i 1185 la lliga va començar a desintegrar-se quan un dels cocomes anomenat Ah Ceel Cauich, en una de les cerimònia va ser llançat al cenote sagrat dels itzá, que es considerava l'entrada a l'inframón. Però va tornar amb vida i es va proclamar Ahaw o guia espiritual de *Mayapán, tal com si fos la divinitat Ah Mex Cuc, llavors van començar a considerar-lo halach uinik ("home veritable" cap militar i sacerdotal) i se li va conèixer amb el nom de Hunac Ceel Cauich.
| «                           | ..."I van començar a llançar-los al pou, perquè els déus sentissin la seva veu. No va arribar la veu de Cauich, un Hunac Ceel nomenat Cauich. Heus aquí que el seu cos s'estirava allargant el coll, a la riba del pou, pel costat sud. I quan es va anar a rebre la seva obediència, llavors va sortir l'últim de la seva veu i es va apagar la seva veu. I es va començar a dir que era déu i que havia arribat al lloc dels déus, per obra d'ells. I es va començar a dir que era Halach Uinik, no déu; que un temps havia estat només el camí d'Ah Mex Cuc. I es va dir:"Déu, el servidor d'Ah Mex Cuc?"... Boig té l'enteniment ! Diuen que es va buscar la seva saviesa, i que es va sumir !".. | » |
| — Chilam Balam de Chumayel. | |   |

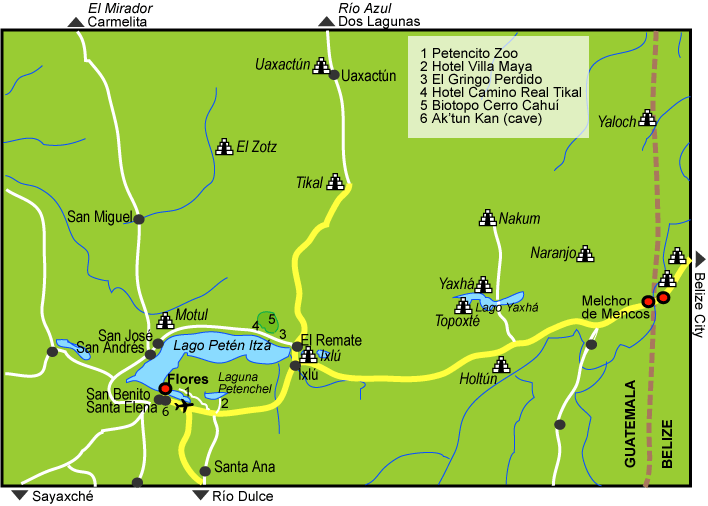
Petén Itzá.

Els itzá van desconèixer Hunac Ceel com halach uinik, a causa que per ostentar aquest lloc s'havia de tenir un ampli coneixement i saviesa en la religió, ja que dit posat no solament implicava ser la màxima autoritat militar, també implicava el reconeixement com a summe sacerdot, d'altra banda el lloc sol podia ser heretat de pare a primogènit home.<*ref>Existeix el debat entre antropòlegs, historiadors i maianistes, en el qual es creu que els sacerdots *mayas havien de demostrar els seus coneixements en el Llenguatge de Zuyua, el qual probablement era una espècie de codi de saviesa
Hunac Ceel va declarar la guerra a Chac Xib Chac un dels quatre genis benèfics dels itzá de Chichén Itzá. Els altres tres germans eren Sac Xib Chac, Ek Yuuan Chac, i Hun Yuuan Chac (anomenat també Uooh Puc). Els itzá finalment van emigrar l'any 1194 a Tayasal en Petén o Llac Petén Itzá.
D'acord amb el Chilam Balam de Maní, també van ser abandonades Zamá (Tulum) i Izamal:
| «                       | ..."En el vuit ahau va ser destronat el sobirà de Chichén Itzá a causa del pecat de paraula d'Hunac Ceel Cauich contra Chac Xib Chac de Chichén Itzá. Als noranta anys, fou "el pecat de paraula" de Hunac Ceel el sobirà de Mayapán, l'emmurallada. En el desè any del vuit ahau va succeir. En aquest Katún van ser destruïts Ah Tzinteyut Chen i Tzuntecum i Tlaxcatl i Pantemitl, Xuch Ueuetl i Itzcoatl i Kakaltecatl. Aquests eren els noms d'aquests cabdills de Mayapán. En el mateix katún, del vuit ahau van anar a destruir al senyor de Tulum pels seus excessos amb el senyor d'Itzmal. Molts eren els seus "doblers del katún", quan van ser destruïts per Hunac Ceel, per escarmentar-los. Era el sis ahau quan això es va acabar..." | » |
| — Chilam Balam de Maní. | |   |

## La Guerra de tutul xiú contra els cocomes
Després de la fugida dels itzá, els cocomes van contractar a mercenaris mexica per mantenir el poder en la península, aquests estrangers es van fondre amb el llinatge dels Ah Canul, i ajudats van començar a capturar esclaus.
Però entre 1441-1461 d'Ah Xupan Xiu gran senyor d'Uxmal, es va donar a la tasca de fer la guerra a la família real dels cocomes, a qui va aconseguir assassinar. Solament un dels cocomes, que es trobava a Hondures va sobreviure i va fundar Tibolón (significa “jugats vam ser”) en Sotuta.

## Conseqüències de les rivalitats

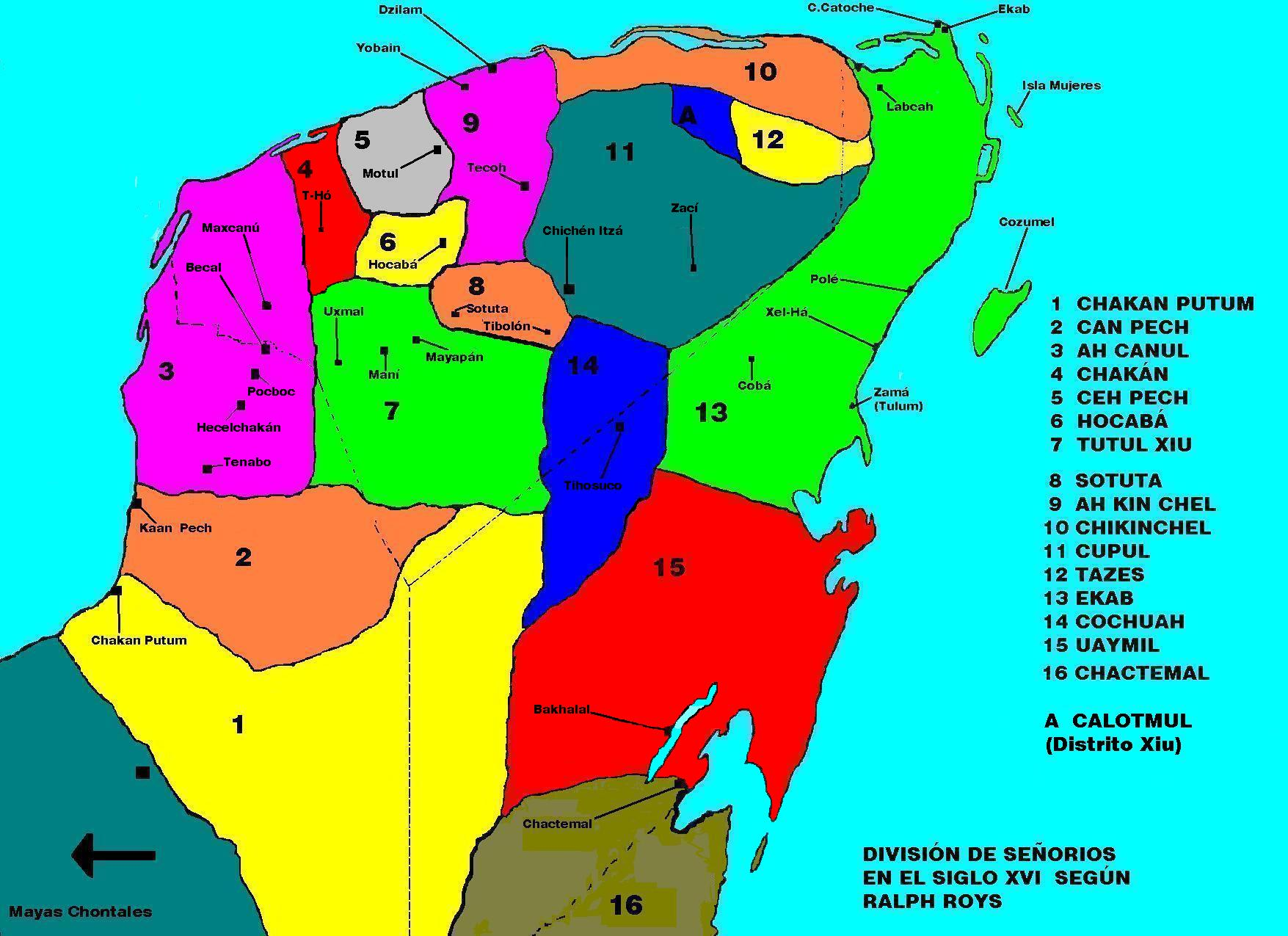
Divisió de les jurisdiccions o cacicatges maies en el segons Ralph L. Roys.

La península de Yucatán va quedar sumida en disputes entre els diferents llinatges i es van formar 16 o 17 jurisdiccions o províncies (kuchkabals o cacicatges els van anomenar també els espanyols), totes les grans ciutats van ser abandonades.
Després d'aquest col·lapse de Mayapán, un grup important dels itzá va iniciar un èxode massiu de retorn cap al Petén, d'on havien vingut els seus avantpassats. El mateix va fer un altre grup emparentat que hauria de formar el seu propi kuchkabal (senyoriu) a la mateixa regió de Petén (Guatemala): els couohs o ko wojes. Aquí haurien d'enfrontar, tots dos grups, als conqueridors espanyols.
Entre els llinatges més importants que van dividir el territori peninsular, van destacar:
- Els cocomes originalment van ser dels itzá que no van tornar a Chichén Itzá i van fundar Mayapán, deien que els tutul xiú eren estrangers i traïdors en matar el senyor de Mayapán. Van establir la jurisdicció de Sotuta. Els cocomes havien portat als mercenaris d'Ah Canul, eren caçadors i no donaven fruita ni deixaven caçar als cheles.
- Els tutul xiú deien ser antics i que no van ser traïdors, sinó alliberadors de la tirania exercida pels cocomes, l'odi cap als cocomes va ser un motiu per fer costat als espanyols, la seva jurisdicció era Tutul Xiu, amb capital a Maní.
- Els cheles, deien ser de bon llinatge perquè per ser nets d'un sacerdot, eren pescadors i no donaven sal ni peix aomes. La seva jurisdicció era Ah Kin Chel.
- Els canuls van ser els mercenaris dels cocomes, després de la guerra, els tutul xiú els van perdonar per considerar-los estrangers i van emigrar a l'oest de la península, la seva jurisdicció era Ah Canul.
- Els cupuls que van habitar la província amb tal vegada major densitat poblacional a l'arribada dels Montejo

En el segle xvi, començaria la conquesta espanyola de Yucatán, i Francisco de Montejo va aprofitar aquestes disputes per formar aliances i contraliances per sotmetre als pobles mayas. No va ser una tasca fàcil per als conqueridors, perquè els maies es van resistir fortament i els espanyols van ser repel·lits en les dues primeres campanyes. No obstant això entre la segona i la tercera campanya, va existir un període sense presència espanyola (1535-1540). Els tutul xiú no tenien aliment a causa de les guerres confrontades contra els espanyols, i amb la intenció de realitzar sacrificis en el cenote de Chichén Itzá, van demanar permís als cocomes, els quals van enganyar als tutul xiú atorgant-los el permís de pas, però els van emboscar i es va deslligar una forta guerra entre aquestes tribus. Nachi Cocom dirigint als cocomes de Sotuta va derrotar a Ah Dzum qui estava al comandament dels tutul xiú de Maní.
| «                                                    | ...que per haver gastat sense ordre el seu blat de moro en les guerres dels espanyols, els va sobrevenir gran gana, tanta que van venir a menjar escorces d'arbres, especialment d'un que anomenen cumché, que és flonjo per dins i tou; i que per aquesta gana els tutul xiú, que són els senyors de Maní, van acordar fer un sacrifici solemne als ídols, portant certs esclaus i esclaves a tirar al pou de Chichén Itzá, i que havien de passar pel poble dels senyors cocomes, els seus capitals enemics, i que pensant que en tal temps no renovarien les passions velles, els van enviar a pregar que els deixessin passar per la seva terra, i que els cocomes els van enganyar amb bona resposta; i que donant-los posada a tots junts en una gran casa, els van pegar foc i van matar als que escapaven, i que per tot això va haver-hi grans guerres, i que se'ls aparegué llagosta per espai de cinc anys, que no els deixava cosa verda, i que van venir a tanta gana que queien morts pels camins; de manera que quan els espanyols van tornar no coneixien la terra, encara que en altres quatre anys bons de la llagosta alguna cosa havia millorat... | » |
| — "Relación de las cosas de Yucatán". Diego de Landa | |   |

Quan van tornar els espanyols cap a 1530, la regió estava desintegrada i en bona part devastada per aquesta guerra interna, i en assabentar-se del succeït, van formar una aliança (segons alguns investigadors) amb els tutul xiú per enfrontar a les altres jurisdiccions.